# Ignisious Gaisah
Ignisious Gaisah (Ghana, 20 de junio de 1983) es un atleta nacido en Ghana nacionalizado neerlandés, especialista en la prueba de salto de longitud, con la que llegó a ser subcampeón mundial en 2005 y en 2013.

## Carrera deportiva
En el Mundial de Helsinki 2005, representado a su país de origen Ghana, gana la plata en salto de longitud, tras el estadounidense Dwight Phillips y por delante del finlandés Tommi Evilä, con un salto de 8,34 m.
Ocho años más tarde, después de nacionalizarse como neerlandés, en el Mundial de Moscú 2013 vuelve a ganar la medalla de plata en la misma prueba, esta vez tras el ruso Aleksandr Menkov y por delante del mexicano Luis Rivera, y saltando 8,29 m.